# Walter von Arx
Walter von Arx (* 20. Februar 1936 in Härkingen) ist ein Schweizer römisch-katholischer Theologe.

## Leben
Er studierte  Theologie in Rom und wurde 1962 in Solothurn zum Priester geweiht. Danach studierte er in Freiburg im Üechtland weiter bis zur Promotion 1965. Er war als wissenschaftlicher Assistent Anton Hänggis seit seinen frühen Priesterjahren eng mit der Liturgiewissenschaft und der beginnenden Liturgiereform verbunden. Mit Hänggi gründete er das Liturgische Institut der Schweizer Bischofskonferenz und wurde nach dessen Übersiedelung nach Zürich 1973 dessen Leiter. 1981 wechselte er als Professor für Liturgiewissenschaft nach Fulda. Von 1989 bis 1999 lehrte er als Ordinarius für Liturgiewissenschaft an der Universität Würzburg.

## Werke (Auswahl)
- Das Klosterrituale von Biburg. (Budapest, Cod. lat. m. ae. Nr. 330, 12 Jh.) (= Spicilegium Friburgense. Band 14). Universitätsverlag, Freiburg im Üechtland 1970, OCLC 174257247 (zugleich Dissertation, Freiburg im Üechtland 1965).
- Falsche Gegensätze. Fragen und Antworten (= Fragen und Antworten).  Kanisius-Verlag, Freiburg im Üechtland 1975, ISBN 3-85764-030-8.
- Das Sakrament der Krankensalbung (= Feiern des Glaubens. Band 3). Verlag Sankt Gabriel, Mödling bei Wien 1976, ISBN 3-85264-089-X.
- mit Franz Anton Fridolin Furger und Rudolf Schmid: Ein fordernder Gott. Fragen und Antworten (= Fragen und Antworten. Band 20).  Kanisius-Verlag, Freiburg im Üechtland 1977, ISBN 3-85764-048-0.
- Die Messe kurz erklärt. Kanisius-Verlag, Freiburg im Üechtland 1978, ISBN 3-85764-069-3.
  - Sveta misa ukratko protumačena (= Knjižnica U pravi trenutak. Band 76). Karitativni Fond UPT Ne Živi Čovjek Samo o Kruhu, Đakovo 2003, ISBN  953-208-136-4.
- Gedenkbuch großer Gnadentage. Rex-Verlag, Luzern 1981, ISBN 3-7252-0003-3.
- Der Anteil Papst Pauls VI. an der Liturgiereform des Zweiten Vatikanischen Konzils (= Fuldaer Hochschulschriften. Band 2). EOS-Verlag, Sankt Ottilien 1987, ISBN 3-88096-422-X.